# Great Heck
Great Heck – wieś w Anglii, w hrabstwie North Yorkshire, w dystrykcie (unitary authority) North Yorkshire. Leży 31 km na południe od miasta York i 251 km na północ od Londynu.